# Шустер, Штефани
Ште́фани Шу́стер (нем. Stefanie Schuster; род. 19 апреля 1969, Рицлерн) — австрийская горнолыжница, успешно выступавшая в скоростном спуске, супергиганте, гигантском слаломе и комбинации. Представляла сборную Австрии по горнолыжному спорту в 1989—2002 годах, бронзовая призёрка чемпионата мира, бронзовая призёрка трёх этапов Кубка мира, четырёхкратная чемпионка австрийского национального первенства, участница двух зимних Олимпийских игр.

## Биография
Штефани Шустер родилась 19 апреля 1969 года в посёлке Рицлерн земли Форарльберг, Австрия. Проходила подготовку в местоном лыжном клубе «Кляйнвальзерталь».
В 1989 году вошла в основной состав австрийской национальной сборной и дебютировала в Кубке мира.
В 1993 году выступила на чемпионате мира в Мориоке, где заняла 19 место в скоростном спуске, 17 место в супергиганте, стала шестой в программе комбинации.
Благодаря череде удачных выступлений удостоилась права защищать честь страны на зимних Олимпийских играх 1994 года в Лиллехаммере — стартовала здесь исключительно в зачёте супергиганта, расположившись в итоговом протоколе соревнований на тридцатой строке.
В 1997 году впервые попала попала в число призёров Кубка мира, выиграв бронзовую медаль в скоростном спуске на домашнем этапе в Бад-Клайнкирххайме. При этом на мировом первенстве в Сестриере стала тринадцатой в скоростном спуске и девятнадцатой в супергиганте.
Находясь в числе лидеров горнолыжной команды Австрии, благополучно прошла отбор на Олимпийские игры 1998 года в Нагано — на сей раз участвовала сразу в четырёх женских дисциплинах: показала пятнадцатый результат в скоростном спуске и гигантском слаломе, финишировала девятой в супергиганте, тогда как в комбинации оказалась на четвёртой строке, остановившись в шаге от призовых позиций.
После Олимпиады в Нагано Шустер осталась в основном составе австрийской национальной сборной и продолжила принимать участие в крупнейших международных соревнованиях. Так, в 1999 году она побывала на чемпионате мира в Вейле, откуда привезла награду бронзового достоинства, выигранную в скоростном спуске — пропустила вперёд только титулованных соотечественниц Ренату Гётшль и Михаэлу Дорфмайстер.
На мировом первенстве 2001 года в Санкт-Морице заняла шестое место в комбинации.
Впоследствии оставалась действующей спортсменкой вплоть до 2002 года — ушла из спорта, не сумев квалифицироваться на Олимпийские игры в Солт-Лейк-Сити. В течение своей спортивной карьеры Штефани Шустер в общей сложности трижды поднималась на подиум Кубка мира, выиграв три бронзовые медали. Ей так и не удалось завоевать Хрустальный глобус, но в одном из сезонов она была в комбинации четвёртой. Наивысшая позиция в общем зачёте всех дисциплин — 12 место. Является, помимо всего прочего, четырёхкратной чемпионкой Австрии по горнолыжному спорту.